# Ото VII фон Текленбург
Ото VII фон Текленбург (на немски: Otto VII von Tecklenburg; † сл. 1452) е от 1426 до 1452 г. граф на Текленбург.

## Биография
Той е единственият син на граф Николаус II († 1426) и Елизабет Анна фон Мьорс († 1430), дъщеря на граф Фридрих III фон Мьорс (1354 – 1417).
След смъртта на баща му Ото VII го последва като граф на Текленбург. Той води непрекъснато битки, за да възстанови загубите на баща си. Не успява и финансово се задължава още повече.
Ото VII умира около 1450 г.

## Фамилия
Първи брак: Ото VII се жени през 1428 г. за Ерменгард (* ок. 1410), дъщеря на граф Ерих I фон Хоя и Хелена фон Брауншвайг-Волфенбютел. Двамата имат децата:
- Николаус III († 1508)
- Аделхайд († 1477), омъжена (1453) за Герхард IV фон Олденбург († 1500)

Втори брак: след смъртта на Ерменгард Ото III се жени за Алайдис фон Плесе, дъщеря на Готшалк VIII фон Плесе. Те имат децата:
- Ото VIII († 1493), граф на Ибург
- Мария († 1493), абатиса на манастир Фрекенхорст
- Анна († 1508), абатиса на манастир Гересхайм (в Дюселдорф)